# Історичний архів (Куманово)
Історичний архів у Куманово — підрозділ Державного архіву Північної Македонії.

## Історія
Історичний архів у Куманово був заснований в 1954 році. Сьогодні діє як підрозділ Державного архіву Північної Македонії (ДАРМ). Під його управління підпадають міста та общини Куманово, Погоди, Старо Нагоричане, Крива Паланка, Ранковце і Кратово. Архів розташований в старому будинку, збудованому в кінці 19 століття на вул. Гоце Делчев 25 в Куманово.

## Роботи підрозділу
Найстаріший документ датовано 1870 роком. Документи, які зберігаються в архіві в Куманово мають економічний, соціальний, культурний і політичний зміст.
Підрозділ не має читальної зали, для цієї мети використовуються робочі приміщення в певні години.